# José Betancort Cabrera
José Betancort Cabrera (Teguise, 	19 de marzo de 1874-Madrid, 18 de noviembre de 1950), más conocido por su seudónimo galdosiano Ángel Guerra, fue un escritor, periodista, político, traductor y crítico literario canario que contribuyó de forma notoria al desarrollo de la novelística insular de principios del siglo XX. En sus primeros años como publicista firmó muchas de sus colaboraciones como Juan Petate, Matías y Tarsis.

## Biografía
José Betancort Cabrera nació el 19 de marzo de 1874 en la localidad lanzaroteña de Teguise. Era el hijo mayor de Lorenzo Betancort Rosado y de Manuela Cabrera Batista. Creció en una humilde familia de Lanzarote que, además, se sintió perjudicada por la emigración a Uruguay del padre, quien se estableció en la república americana y abandonó a su familia en Canarias. Gracias a la ayuda económica de unos tíos maternos suyos, se traslada a la isla de Gran Canaria, donde cursa estudios secundarios en el Seminario Conciliar de Las Palmas hasta 1891.
Ese mismo año, y establecido en Lanzarote, trabaja como maestro en la Escuela de Arrecife y da a conocer sus primeras creaciones literarias: Las fuentes del ideal (un breve romance publicado en El Ateneo Canario) y Una hoja de mi álbum (unas quintillas divulgadas como hoja volandera en Teguise). En 1892, con aún diecisiete años de edad, publica su primer artículo de prensa en el diario La Patria (Las Palmas). A partir de entonces afianza su vocación periodística y también literaria, que dará un giro radical al conocer personalmente a Benito Pérez Galdós en 1894. En su honor, a partir de 1896 adoptará, como escritor, el nombre de uno de los personajes galdosianos: Ángel Guerra.

En pocos años, el escritor lanzaroteño gana un importante protagonismo en el mundo periodístico y literario del archipiélago. Así, por ejemplo, Manuel Delgado Barreto, director de la  revista Gente Nueva (órgano de expresión de los nuevos escritores canarios) lo definirá como el líder de su generación: 
La juventud de Canarias estaba muerta y si muerta no, aletargada. [...] Muchos, muchos soldados, un ejército formidable hallábase dispuesto a entrar en acción. El jefe no aparecía y el jefe era indispensable para alentar a la gente bisoña, marchando a la cabeza de los revolucionarios. [...] El ejército se puso en marcha. Fogoso, incansable, resuelto, Ángel Guerra ha conseguido entusiasmar a la gente nueva, despertar con el ruido que meten sus producciones hermosas a la juventud canaria.
Deseoso de encontrar nuevas opciones como escritor, en 1900 se marcha a Madrid, donde encuentra el apoyo de Benito Pérez Galdós para abrirse un hueco en las cabeceras peninsulares. Poco a poco va dando a conocer su pluma como periodista, hasta que consigue colaborar en importantes diarios españoles del momento, como el El Liberal, El Globo, Heraldo de Madrid y España. 
En todos estos medios, además de publicar crónicas de actualidad política y social, también divulga importantes recensiones literarias. De entre las primeras cabe destacar las dedicadas a valorar la obra de un todavía desconocido Juan Ramón Jiménez, motivo por el cual el de Noguer le dedicará el poema "Calma" de su libro Ninfeas. 
Entre 1908 y 1910 ejerce como corresponsal de La Correspondencia de España desde París, ciudad en la que va a convivir junto al compositor Manuel de Falla y al periodista Luis Bounafoux. También es entonces cuando conoce a Fernando León y Castillo, a la sazón embajador de España en el país galo y quien se encargará de atraerlo a las filas del Partido Liberal. 
En 1912 obtiene un acta de diputado por la recién estrenada circunscripción electoral de Lanzarote (hasta ese momento los diputados se elegían solo en Gran Canaria, Tenerife y La Palma) y mantiene este cargo hasta el golpe de Estado de Primo de Rivera en 1923. Más tarde, durante el Gobierno de Dámaso Berenguer, entre 1930 y 1931 ejerció como director general de Prisiones, responsabilidad en la que cesó tras la llegada la Segunda República Española. 

En 1936 la simpatía de su hijo, José Betancort Goyenechea, hacia el bando nacional provocó que este debiera refugiarse en la Embajada de Guatemala (más tarde reconvertida en Embajada de Chile) y que,  paralelamente, José Betancort debiera huir de Madrid (gracias a un salvoconducto que le fue facilitado por Juan Negrín).  Una vez acabada la guerra civil española, Betancort volvió a la capital de España pero abandonó completamente su labor como periodista y escritor. En febrero de 1936, antes del golpe de Estado, había escrito un artículo titulado "La gran esperanza" en La Voz de Menorca que decía lo siguiente: 
"La aparición de dictaduras, aquí y allí, ha venido a quebrantar esa gran esperanza que alentaba a los pueblos. La dictadura es la tiranía y la regresión más desenfrenada. Es la regresión de la libertad y del progreso. Por todas partes dictaduras. Roja en Rusia, negra en Italia, parda en Alemania.[...] Pero no hay que desalentarse. Este periodo de opresión y de retroceso que viven algunos países a la postre será efímero, por ser infecundo. Y la gran esperanza volverá a renacer".

Su pluma había legado más de medio centenar de textos literarios, cientos de artículos de actualidad social y política o de crítica literaria en más de doscientos periódicos de España y América, y una veintena de traducciones al castellano de obras de la literatura europea. 
Fallece en Madrid el 18 de noviembre de 1950. En el año 2024, el Gobierno de Canarias lo nombra autor del Día de las Letras Canarias 2024. 

## Obra literaria
Según Rodríguez Álvarez (2024c), la producción literaria de Ángel Guerra puede dividirse en dos grandes etapas: una primera, de carácter decimonónico, en la que confluyen el Romanticismo idealizante con el realismo y el naturalismo; y una segunda, orientada por las preocupaciones del fin de siglo español y la Europa de la nueva centuria, caracterizada por una prosa noventayochista-modernista. 

#### Etapa decimonónica
Los primeros textos literarios de Guerra fueron Las fuentes del ideal y Una hoja de mi álbum (1891), composiciones poéticas juveniles que reproducen esquemas y tópicos propios de autores como Espronceda o Núñez de Arce (Rodríguez Álvarez 2024: 6). En esta última, pueden leerse versos como:
“Y la barca que galana / de un naufragio me salvó, / eres tú, rosa temprana, / bella como una mañana / que la brisa embalsamó” (tomado de Cabrera Perera 1983: 183).
El poemario Allá (1904), escrito en Madrid, recoge composiciones inspiradas por la añoranza de su tierra natal. En el prólogo se lee: “Mi espíritu es isleño. La visión de las peñas de allá, del país de sol en que nací […] es amor acabado, y que no acaba” (Guerra 1904/2007: 13). También se advierte una sensibilidad neovianista, como en el soneto Al conquistador, donde se lee: “No esperes compasión, aunque en la Historia / tus crímenes se encuentren disculpados”.
Algunas composiciones del poemario se abren a una poética más híbrida. En “No lo sé”, por ejemplo, el sujeto poético contempla a una campesina “desangrando los pies en los zarzales / y las faldas astrosas” (Guerra 1904/2007: 79). En “¡Pobre!”, se ofrece una imagen desgarradora de una niña muerta: “las manos sobre el pecho, entrelazadas, / en actitud de orar […] las huellas de un pesar” (Guerra 1904/2007: 71–72).
Ya en 1901, Guerra se declara “idólatra irreductible del regionalismo literario de mi tierra” (Guerra 1901a: 5). En Paisaje de Canarias (1901), intenta superar la visión idílica del archipiélago, al describir un entorno “soledoso, sin clamores […] pero inundado de luz, bañándolo crudamente el sol” (Guerra 1901b: 75).
Sin embargo, esa línea no tuvo continuidad. En A bordo (1901), se aproxima a un costumbrismo más tradicional, siguiendo el modelo de Sotileza de José María de Pereda (Cabrera Perera 1983: 211). En Al sol (1903), el paisaje recupera el locus amoenus —“con la luz suave y difusa del ocaso bañábase el paisaje en una poesía infinita” (Guerra 1903/1988: 33)— mientras que los personajes se describen con crudeza: “el labio inferior caído […] los dedos encartonados” (Guerra 1903/1988: 35). Según Rodríguez Álvarez (2024: 6), en estas obras iniciales no parece haber aún una voluntad explícita de denuncia social.

#### Etapa noventayochista-modernista
A partir de comienzos del siglo XX, Guerra adopta una mirada más amarga sobre la realidad. En el prólogo de Polvo del camino (1908) escribe: “No hay mayor dolor que […] fijándonos en la existencia corriente, al día, interrogamos interiormente: ¿por qué no será así?” (Guerra 1908/1988: 187). Y añade: “Yo pienso, por el contrario, en el derrumbe de toda la opulencia actual. Me convencen mucho más los profetas pesimistas” (Guerra 1908/1988: 189).
En este contexto, se adscribe a la estética del “cuento a la moderna”, que define como “cruel, doloroso. No divierte y […] nos produce impresión angustiosa” (Guerra 1906b: 3). En Al jallo (1907), por ejemplo, el paisaje se describe como “espantosamente triste” y dominado por “el clamor airado de la resaca” (Guerra 1907a/2024: 69).
Su narrativa comienza a incorporar crítica social, como en Tierra seca (1907), Al son del remo (1917) o Detrás del camello (1917), donde se abordan conflictos de propiedad y subsistencia. En A merced del viento (1912), el paisaje volcánico y el carácter de los personajes aparecen moldeados por un mismo determinismo telúrico (Guerra 1912/2024: 214–222).
Ese determinismo también es atávico en obras como La casta de los Luzardos (1910), donde Celillo se ve arrastrada por la herencia familiar: “Era el destino. ¡Los Luzardos! Ella fatalmente respondía a la voz de la sangre” (Guerra 1910/2024: 139). En La Lapa (1908), Martín, que desea vivir del mar, es vencido por la herencia paterna: “Tú que a la mar, y yo que a tierra. ¡Veremos quién puede!” (Guerra 1908/2024: 146).
En los relatos finales, sin embargo, ese fatalismo comienza a erosionarse. En Hogar ajeno (1927), el protagonista abandona su vida intelectual por la imagen de una niña que le devuelve sentido: “la imagen espiritual de Lita, la pobre niña” (Guerra 1927a/2024: 123). En Bienaventurados los pobres (1927), Jacinto, miembro de una familia adinerada, decide perdonar la renta a unos campesinos: “–¿Cuándo pago? –¡Nunca!” (Guerra 1927b/2024: 150–151).
Según Rodríguez Álvarez (2024c), en estos textos se observa una tendencia nueva, “mucho más madura y reflexiva, situada en la zona de la comprensión de los hechos sociales y alejada del rigor severo de los viejos determinismos”. Es probable que el autor estuviese “inaugurando con ellos una nueva etapa en su obra”; sin embargo, “los acontecimientos que interrumpieron el devenir del país en 1936 cercenaron su dedicación a la literatura”, por lo que “hoy solo resta admirar una obra que, leída en su conjunto, reclama a la historiografía canaria un lugar de mayor preeminencia que aquel que una limitante lectura costumbrista pareciera haberle reservado” (Rodríguez Álvarez 2024c).

## La imagen de la mujer en la obra de Ángel Guerra

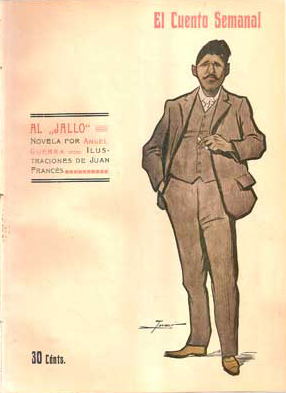
Al „Jallo“, nº 32 de El Cuento Semanal (1907). Portada de Tovar.

Según Rodríguez Álvarez (2025), uno de los aspectos más significativos de la obra de Ángel Guerra es el modo en que retrata a la mujer y denuncia las múltiples violencias que recaen sobre ella. A lo largo de su trayectoria como narrador, articulista, crítico literario y traductor, el autor visibilizó las estructuras patriarcales que condicionaban la vida femenina en su tiempo y reivindicó la necesidad de combatirlas desde el discurso literario y periodístico.

#### Violencia sexual
La violencia sexual aparece con crudeza en varios relatos del autor. En Al jallo (1907), por ejemplo, una mujer es agredida por un grupo de pastores. Lejos de reconocerse como víctima, la protagonista opta por ocultar la violación para evitar el desprestigio social. Esta escena, más que excepcional, ilustra una realidad silenciada que el autor saca a la luz.
De manera aún más explícita, El justicia del llano (1908) construye su trama en torno a la desaparición de una lavandera que, como se desvela al final, fue violada y asesinada por un pastor. El lector descubre que este tipo de agresiones no eran desconocidas en los entornos rurales, sino que formaban parte del paisaje de violencia tolerada. En A merced del viento (1912) se encuentran también escenas similares, que insisten en esta misma línea de denuncia .

#### Violencia física
Junto a la sexual, la violencia física ejercida por las parejas masculinas es otro de los grandes núcleos temáticos en la narrativa de Guerra. El relato Detrás del camello (1917) ofrece un retrato contundente del maltrato conyugal. Gilda, su protagonista, sufre hambre, golpes y abandono por parte de su marido Panchillo, un hombre violento y holgazán. La intervención de un animal —el camello que da título al relato— en la resolución de la trama funciona como acto simbólico de justicia natural.

#### Violencia simbólica
La violencia simbólica, entendida como interiorización de los roles sociales que perpetúan la desigualdad, también está presente en la obra del autor. En Con la cruz a cuestas (1919), una mujer accede a casarse con un hombre por presión familiar, solo para verse sometida a una vida de maltrato. Tras la muerte del esposo, pronuncia: “Me quedé sin cruz. Ahora, ¿para qué vivir?” (Guerra 1919: 9), revelando así hasta qué punto el sufrimiento se había normalizado como parte de su identidad.
Un ejemplo similar se encuentra en La huella (1911), donde una joven embarazada sin marido oculta su estado a su padre. De nuevo, el foco se pone en la vergüenza que recae sobre la mujer y la impunidad de quien la abandona, perpetuando una narrativa de culpa femenina (Rodríguez Álvarez 2025).

#### Solidaridad femenina frente a la violencia
El relato Las paces (1920) ofrece una visión más esperanzadora, al centrarse en un grupo de mujeres que trabajan como orchilleras en los riscos de Famara. Aunque divididas por antiguas rencillas, el peligro común favorece la solidaridad entre ellas. Cuando una de las mujeres está a punto de caer al vacío, todas acuden a ayudarla, incluso su enemiga, que llega a ofrecerse para amamantar a su hijo. Aquí, el autor destaca una forma de resistencia colectiva femenina que trasciende el conflicto individual (Rodríguez Álvarez 2025).

### El discurso feminista en la prensa
Este compromiso con la causa de la mujer no se limita a la ficción. Como señala Rodríguez Álvarez (2025), Ángel Guerra desarrolló también un discurso feminista explícito en sus textos periodísticos y ensayísticos. En Polvo del camino (1908), por ejemplo, recoge artículos como “La eterna Desdémona”, donde denuncia los asesinatos machistas como una lacra cotidiana: “No pasa uno sin que caiga una mujer muerta en cualquier rincón de España […] Jack, el destripador de las mujeres, ha trasladado su residencia” (Guerra 1908/1988: 190).
Guerra no se limita a la condena del hecho violento, sino que analiza su origen cultural: “Los celos responden en el hombre a una pésima educación […] Recela, copia, mata, sin convencimiento” (Guerra 1908/1988: 191). Asimismo, cuestiona la complicidad de la moral dominante y del sistema judicial en la perpetuación de estos crímenes: “El punto de honra […] mantiene en pie sus ambiguos fueros […] Suelen las leyes también aceptar la novela novelesca y justamente absuelven” (Guerra 1908/1988: 191).
Para Guerra, la prensa tiene una responsabilidad pedagógica: “Entregarlos al silencio envuelve una complicidad en el delito […] es necesario llevar […] la acción periodística que los condena” (Guerra 1908/1988: 203). Este planteamiento se refuerza años más tarde en artículos como “Llaga social” (1918), donde redefine estos crímenes como expresión de poder: “No sienten más que orgullo, el orgullo del fuerte que acorrala al débil” (Guerra 1918: 1).
En otro texto, “De la aguja a la pluma” (1935), celebra el avance de las mujeres inglesas en el periodismo, especialmente en campos considerados masculinos, como los reportajes de denuncia. “Entonces ‘escribían’ para los periódicos. Ahora los ‘hacen’”, observa con satisfacción (Guerra 1935: 5).

### Crítica literaria y traducción: dar voz a las autoras
Rodríguez Álvarez (2025) destaca también el trabajo de Ángel Guerra como crítico literario y traductor comprometido con la visibilidad de las autoras. Como señala Ricardo Gullón, fue “un crítico relativamente influyente” en su tiempo (Gullón 1983: 37). En La Ilustración Artística (1910–1912), dirigió una sección titulada “Las grandes escritoras modernas”, en la que reivindicó la calidad de autoras como Gabriela Preissová: “Ese solo cuento […] vale más que la obra entera de algunos novelistas de renombre” (Guerra 1912b: 766).
Guerra también insistió en la necesidad de analizar los personajes femeninos creados por la literatura contemporánea. En su reseña a Las mujeres de Zola, afirmaba: “¿Por qué no hacer galerías de los tipos femeninos creados por nuestros más insignes novelistas contemporáneos?” (Guerra 1904: 362). Al analizar una obra de Gabriele Reuter, se interroga sobre si su protagonista es “una histérica” o, más bien, “víctima de las convenciones sociales” (Guerra 1910: 571).
Esta voluntad de dar voz a las mujeres se prolonga en su faceta como traductor. Fue responsable de la primera traducción al castellano de obras de autoras como Caterina Albert, Grazia Deledda o Marie Louise Ramé. Como recuerda Hurtado Díaz, en aquella época no era habitual traducir a mujeres, y mucho menos desde lenguas como el catalán: “Las traducciones al castellano de obras en catalán no eran habituales […] y mucho menos si se trataba de traducir a escritoras” (Hurtado 2006: 44).